# Натан Вокер
Натан Вокер (англ. Nathan Walker; народився 7 лютого 1994 у м. Кардіфф, Уельс) — австралійський хокеїст, нападник. Виступає за «Сент-Луїс Блюз» в НХЛ. Перший австралійський хокеїст, який розпочав грати за професійну команду в Європі.
Володар Кубка Стенлі.

## Ігрова кар'єра
Розпочав грати в хокей у віці шести років. Під час сезону 2007 року він грав в командах U14 та U16 ХК «Вітковіце». У сезоні 2009/10 років виступав за команду U18, провівши 28 матчів та набрав 42 очка (22+20) також відіграв 23 матчі за U20 (10 очок, 5+5). Сезон закінчив за «Сідней Айс-Догс» в Австралійській хокейній лізі.
9 жовтня 2011, Вокер дебютував в основному складі ХК «Вітковіце» в Чеській екстралізі, та стає першим австралійським професійним хокеїстом в Європі, Натан також став наймолодшим гравцем екстраліги. На Кубку Шпенглера 2011 року в першому матчі проти збірної Канада Вокер закинув єдину шайбу ХК «Вітковіце». Нападник став наймолодшим автором голу в історії Кубка Шпенглера.
Після шести років в Чехії, Вокер укладає контракт 8 січня 2013 року з клубом ХЛСШ «Янгстаун Фантомс». Дебютував у складі команди 11 січня проти «Чикаго Стіл». У матчі 5 квітня отримав травму, зламав кістку в шиї у результаті удару ззаду, внаслідок чого пропустив всі матчі серії плей-оф. В регулярному чемпіонаті провів 29 матчів, набрав 27 очок (7+20).
2014 року був обраний на драфті НХЛ під 89-м загальним номером командою «Вашингтон Кепіталс» але з сезону 2014–15 по 2016–17 виступав за клуб «Герші Берс» (АХЛ). Влітку 2017 уклав дворічний контракт з «Кепіталс».
7 жовтня 2017 Натан дебютує у складі «столичних» у грі проти «Монреаль Канадієнс» та відзначився закинутою шайбою. Його батько та брат були присутні на цьому матчі. 19 грудня «Вашингтон» виставив Вокера на драфт відмов завдяки чому останній опинився в «Едмонтон Ойлерз». У плей-оф 2018 Натан став першим австралійцем, що зіграв у плей-оф та здобув очко.
У сезоні 2018–19 нападник повернувся до «Вашингтон Кепіталс».
1 липня 2019, як вільний агент перейшов до «Сент-Луїс Блюз». 30 листопада в матчі проти «Піттсбург Пінгвінс» відзначився голом. 12 грудня Вокера відправили до фарм-клубу «Сан-Антоніо Ремпедж».

## На рівні збірних
Вокер уперше зіграв у складі національної збірної на чемпіонаті світу з хокею із шайбою 2011 (дивізіон ІІ), який відбувся в Мельбурні, Австралія. Австралія виграла турнір і вийшла до групи В (дивізіон І), де виступала у 2012 році. Натан закінчив турнір з чотирма голами і двома результативними передачами набравши шість очок. Він також визнаний тренерами команди, як найкращий гравець австралійської збірної.

## Нагороди та досягнення
- Володар Кубка Стенлі — 2018.

## Статистика

### Клубні виступи
| Сезон        | Клуб                      | Ліга         | Регулярний сезон | Регулярний сезон | Регулярний сезон | Регулярний сезон | Регулярний сезон | Плей-оф | Плей-оф | Плей-оф | Плей-оф | Плей-оф |
| Сезон        | Клуб                      | Ліга         | І                | Г                | П                | О                | ШХ               | І       | Г       | П       | О       | ШХ      |
| ------------ | ------------------------- | ------------ | ---------------- | ---------------- | ---------------- | ---------------- | ---------------- | ------- | ------- | ------- | ------- | ------- |
| 2007–08      | Вітковіце U18             | Чехія-U18    | 1                | 0                | 0                | 0                | 2                | —       | —       | —       | —       | —       |
| 2008–09      | Вітковіце U18             | Чехія-U18    | 33               | 6                | 9                | 15               | 16               | 5       | 1       | 0       | 1       | 4       |
| 2009–10      | Вітковіце U18             | Чехія-U18    | 28               | 22               | 20               | 42               | 47               | 2       | 2       | 2       | 4       | 4       |
| 2009–10      | Вітковіце U20             | Чехія-U20    | 23               | 5                | 5                | 10               | 16               | 1       | 0       | 0       | 0       | 0       |
| 2010         | Сідней Айс-Догс           | АІХЛ         | 4                | 0                | 1                | 1                | 0                | —       | —       | —       | —       | —       |
| 2010–11      | Вітковіце U18             | Чехія-U18    | 10               | 4                | 10               | 14               | 22               | —       | —       | —       | —       | —       |
| 2010–11      | Вітковіце U20             | Чехія-U20    | 35               | 20               | 20               | 40               | 20               | —       | —       | —       | —       | —       |
| 2011         | Сідней Айс-Догс           | АІХЛ         | 3                | 1                | 1                | 2                | 6                | —       | —       | —       | —       | —       |
| 2011–12      | Вітковіце U18             | Чехія-U18    | —                | —                | —                | —                | —                | 3       | 4       | 1       | 5       | 14      |
| 2011–12      | Вітковіце U20             | Чехія-U20    | 14               | 14               | 6                | 20               | 16               | 3       | 0       | 1       | 1       | 0       |
| 2011–12      | Вітковіце                 | ЧЕ           | 34               | 4                | 5                | 9                | 8                | 1       | 0       | 0       | 0       | 2       |
| 2011–12      | Оломоуць                  | Чехія 1      | 2                | 0                | 1                | 1                | 4                | 5       | 0       | 0       | 0       | 6       |
| 2012–13      | Вітковіце U20             | Чехія-U20    | 13               | 12               | 12               | 24               | 42               | —       | —       | —       | —       | —       |
| 2012–13      | Вітковіце                 | ЧЕ           | 20               | 0                | 1                | 1                | 29               | —       | —       | —       | —       | —       |
| 2012–13      | Шумперк 2003              | Чехія 1      | 3                | 0                | 1                | 1                | 2                | —       | —       | —       | —       | —       |
| 2012–13      | Янгстаун Фантомс          | ХЛСШ         | 29               | 7                | 20               | 27               | 63               | —       | —       | —       | —       | —       |
| 2013–14      | Герші Берс                | АХЛ          | 43               | 5                | 6                | 11               | 40               | —       | —       | —       | —       | —       |
| 2014–15      | Герші Берс                | АХЛ          | 28               | 1                | 3                | 4                | 30               | —       | —       | —       | —       | —       |
| 2014–15      | «Саут-Кароліна Стінгрейс» | ХЛСУ         | 6                | 2                | 2                | 4                | 0                | —       | —       | —       | —       | —       |
| 2015–16      | Герші Берс                | АХЛ          | 73               | 17               | 24               | 41               | 41               | 20      | 2       | 3       | 5       | 11      |
| 2016–17      | Герші Берс                | АХЛ          | 58               | 11               | 12               | 23               | 33               | 12      | 2       | 4       | 6       | 0       |
| 2017–18      | Герші Берс                | АХЛ          | 40               | 9                | 13               | 22               | 36               | —       | —       | —       | —       | —       |
| 2017–18      | Вашингтон Кепіталс        | НХЛ          | 7                | 1                | 0                | 1                | 4                | 1       | 0       | 1       | 1       | 0       |
| 2017–18      | Едмонтон Ойлерз           | НХЛ          | 2                | 0                | 0                | 0                | 2                | —       | —       | —       | —       | —       |
| 2018–19      | Вашингтон Кепіталс        | НХЛ          | 3                | 0                | 1                | 1                | 2                | —       | —       | —       | —       | —       |
| 2018–19      | Герші Берс                | АХЛ          | 58               | 17               | 22               | 39               | 54               | 9       | 1       | 4       | 5       | 24      |
| 2019–20      | Сан-Антоніо Ремпедж       | АХЛ          | 46               | 19               | 13               | 32               | 29               | —       | —       | —       | —       | —       |
| 2019–20      | Сент-Луїс Блюз            | НХЛ          | 5                | 1                | 1                | 2                | 4                | —       | —       | —       | —       | —       |
| 2020–21      | Ютіка Кометс              | АХЛ          | 4                | 2                | 0                | 2                | 6                | —       | —       | —       | —       | —       |
| 2020–21      | Сент-Луїс Блюз            | НХЛ          | 8                | 1                | 0                | 1                | 2                | —       | —       | —       | —       | —       |
| 2021–22      | Спрингфілд Тандерберд     | АХЛ          | 47               | 19               | 25               | 44               | 24               | —       | —       | —       | —       | —       |
| 2021–22      | Сент-Луїс Блюз            | НХЛ          | 30               | 8                | 4                | 12               | 2                | 4       | 0       | 0       | 0       | 2       |
| 2022–23      | Сент-Луїс Блюз            | НХЛ          | 56               | 2                | 8                | 10               | 25               | —       | —       | —       | —       | —       |
| Усього в НХЛ | Усього в НХЛ              | Усього в НХЛ | 111              | 13               | 14               | 27               | 41               | 5       | 0       | 1       | 1       | 2       |

### Збірна
| Рік                | Команда            | Турнір             | І | Г | П | О | ШХ |
| ------------------ | ------------------ | ------------------ | - | - | - | - | -- |
| 2011               | Австралія          | ЧС (Див II)        | 4 | 4 | 2 | 6 | 4  |
| 2012               | Австралія          | ЧС (Див IB)        | 5 | 2 | 0 | 2 | 4  |
| Національна збірна | Національна збірна | Національна збірна | 9 | 6 | 2 | 8 | 8  |